# Rhadinoscelidia delta
Rhadinoscelidia delta (лат. ) — вид ос-блестянок рода Rhadinoscelidia из подсемейства Loboscelidiinae. Китай.

## Описание
Мелкие осы-блестянки с красновато-коричневым гладким и блестящим телом. Длина тела 2,3 мм, длина переднего крыла 2,5 мм. Голова фронтально треугольной формы и примерно такой же ширины как и мезосома. Тегулы равны по длине переднеспинке.
Затылок с тремя простыми глазками расположен высоко над местом прикрепления к шее. Пронотум узкий, уже чем голова. Усики прикрепляются горизонтально на носовом фронтальном выступе. Жилкование редуцированное. Биология неизвестна, но предположительно, как и другие виды подсемейства или мирмекофилы, или паразитоиды, которые в качестве хозяев используют яйца палочников (Phasmatodea). Вид был впервые описан в 2011 году китайскими энтомологами.